# Trại Loan
Trại Loan (/ˌtʃaɪ ˈwɑːn/; tiếng Trung: 柴灣; tiếng Anh: Chai Wan; trước đây gọi là Tây Loan (tiếng Trung: 西灣; tiếng Anh: Sai Wan), nằm ở rìa phía đông của khu đô thị của đảo Hồng Kông bên cạnh Shau Kei Wan. Khu vực này là một phần hành chính của Quận Đông, và là một khu vực công nghiệp và dân cư. Dân số Trại Loan là 186.505 trong năm 2001.

## Địa lý

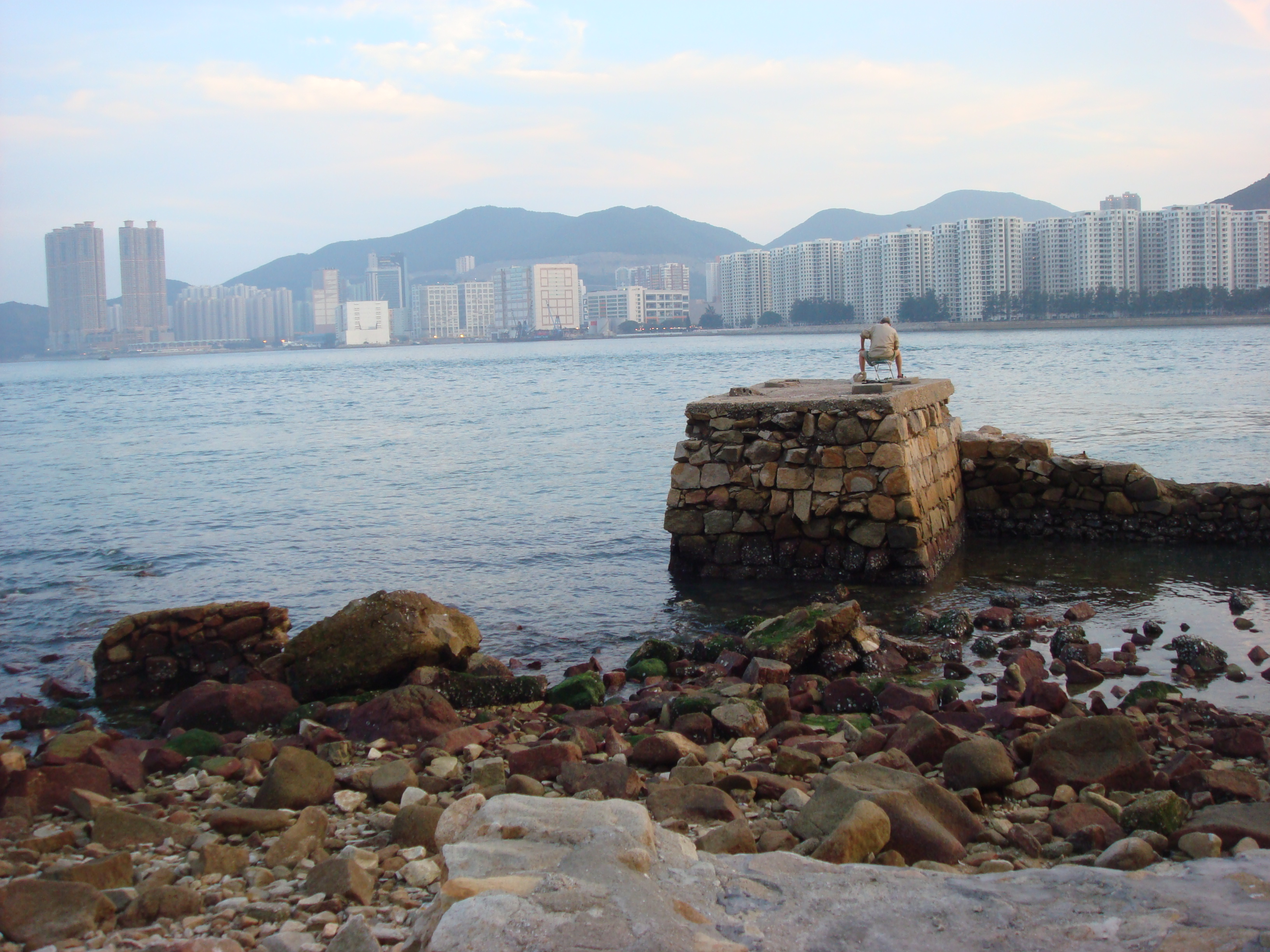
Đường chân trời Trại Loan, kéo dài từ Island Resort ở Tiểu Tây Loan (trái) đến Heng Fa Chuen (phải), nhìn từ Lí Ngư Môn (Cửu Long) qua eo biển Lí Ngư Môn.

Trại Loan được xây dựng trên vùng đất được cải tạo từ vịnh và kéo dài về phía tây từ Lí Ngư Môn ở Heng Fa Chuen (xem bên dưới) và phía đông đến Tiểu Tây Loan. Trại Loan có núi Ca Liên Thần và núi Bát Điện Xạ ở phía nam và núi Bách Giá ở phía tây. Ngoài ra, Vườn quốc gia Thạch Áo nằm ở phía nam Trại Loan. 

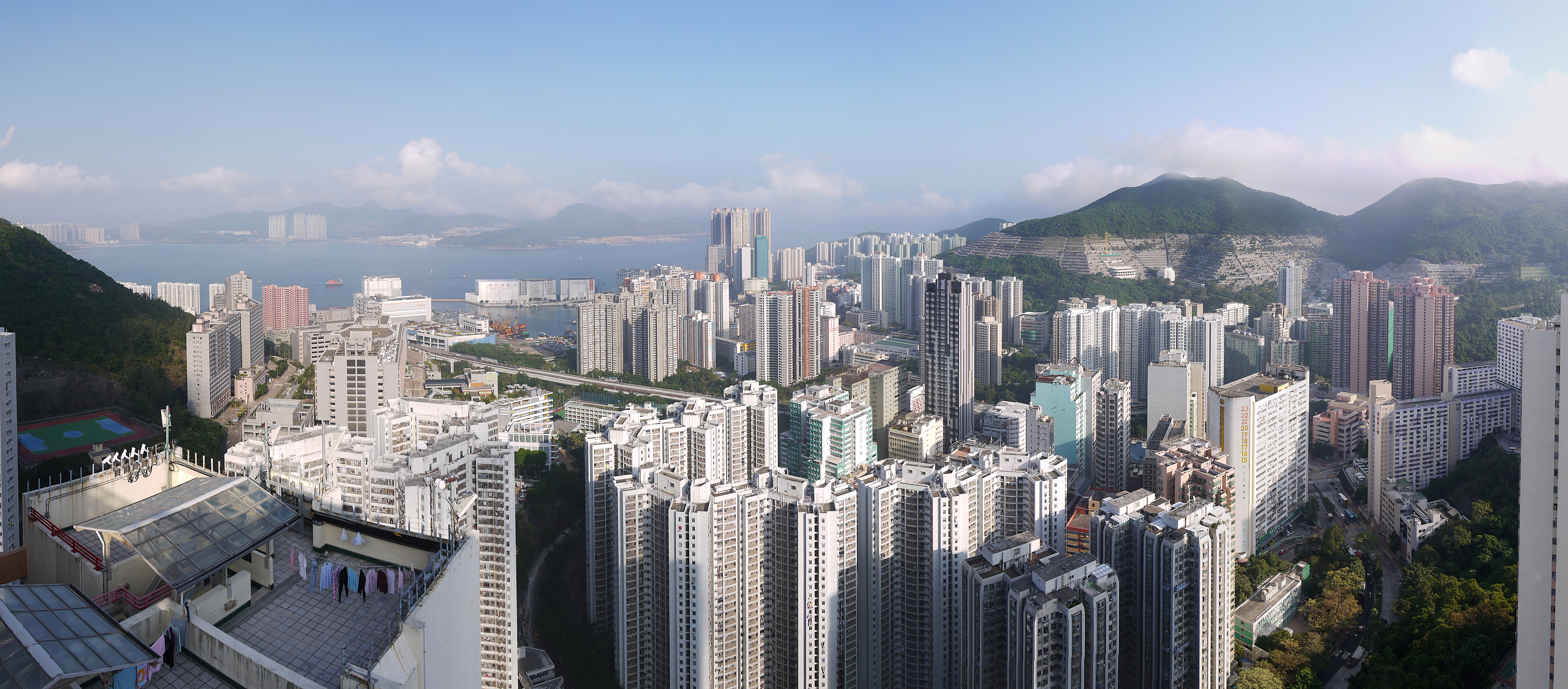
Toàn cảnh Trại Loan